# Fényi Gyula
Fényi Gyula (eredetileg Fink István) (Sopron, 1845. január 8. – Kalocsa, 1927. december 21.) jezsuita szerzetes, tanár, csillagász.

## Élete
Fényi Gyula Fink István néven született, a család több tagja ma is ezt a nevet használja – nevét belügyminisztériumi engedéllyel magyarosította Fényire, a Gyulát (mint Julius) a jezsuita rendbe való belépésekor vette fel.
A bencés rend soproni gimnáziumának diákja volt. Matematika és fizika iránti természettudományos érdeklődése már korán megmutatkozott. 1864-ben jelentkezett a jezsuita rendbe. Nagyszombatban filozófiát, klasszika-filológiát, matematikát és fizikát tanult, 1871 és 1874 között a jezsuita rend kalocsai gimnáziumában tanított fizikát. 1874-től 1878-ig Innsbruckban teológiai tanulmányokat folytatott. 1877-ben szentelték pappá.
1878 és 1882 között a neves német jezsuita csillagász, Karl Braun tanítványaként, majd asszisztenseként a kalocsai érseki főgimnázium tetején létesített Haynald obszervatóriumban dolgozott. Ezután 1885-ig Pozsonyban tanárkodott és átvette a kalocsai Haynald obszervatórium igazgatását, a feladatot egészen nyugdíjba vonulásáig, 1913-ig látta el. Elsősorban a Nap, és ezen belül a protuberanciák megfigyelésével foglalkozott, e téren nemzetközi hírnevet is szerzett. Megfigyeléseit többnyire a Haynald obszervatórium publikációiban, és számos szakfolyóiratban adta ki.
1916-tól – több más, külföldi tudós társaság mellett, mint például az Instituto Solare International vagy az Astronomische Gesellschaft – a Magyar Tudományos Akadémia levelező tagja volt.
1927. december 21-én, pár nappal 83. születésnapja előtt hunyt el Kalocsán végelgyengülés következtében.
Nevét egy kráter őrzi a Holdon, továbbá a miskolci Fényi Gyula Jezsuita Gimnázium és Kollégium és az ez előtti tér. 2010-ben a Nemzetközi Csillagászati Unió róla nevezte el a 115254 Fényi kisbolygót. Soproni szülőházán emléktábla áll, Kalocsán pedig mellszobra van. A Fényi Gyula Jezsuita Gimnáziumban egy csillagda is működik az emlékére, valamint az iskola portáján látható a legendás Merz-féle 190/2220-as refraktor, amellyel még Kalocsán dolgozott Fényi Gyula.

## Művei
- A Nap protuberancziái 1886-ban; Holmeyer Ny., Kalocsa, 1888 (A Haynald-Observatorium közleményei 1886)
- A kalocsai Haynald observatoriumon észlelt protuberancziák 1887-ben; Pfeifer, Kalocsa, 1892 (Haynald-observatorium közleményei)
- A Haynald-Obszervatórium. Alapítása, leírása, tevékenysége; Athenaeum Ny., Bp., 1898
- A napon észlelt jelenségek természetének magyarázata; Szent István Társulat, Bp., 1900 (A Szent-István-Társulat Tudományos és Irodalmi Osztályának felolvasó üléseiből)
- Gewitter-Registrator construirt von Johann Schreiber; Sternwarte, Kalocsa, 1901
- Protuberanzen beobachtet in den Jahren 1896-1903. Publicationen des Haynald-Observatoriums 13.  Kalocsa, 1923

## Külső hivatkozások
- Fényi Gyuláról és a róla elnevezett kráterről